# Nusa Bibi (ö i Indonesien, lat -10,93, long 123,00)
Nusa Bibi är en ö i Indonesien.   Den ligger i provinsen Nusa Tenggara Timur, i den sydöstra delen av landet, 1 900 km öster om huvudstaden Jakarta. Arean är 0,17 kvadratkilometer.
Terrängen på Nusa Bibi är platt. Den sträcker sig 0,6 kilometer i nord-sydlig riktning, och 0,5 kilometer i öst-västlig riktning.